# Calcio Femminile Bardolino Verona 2004-2005
Questa voce raccoglie le informazioni riguardanti l'Associazione Sportiva Dilettantistica Calcio Femminile Bardolino Verona nelle competizioni ufficiali della stagione 2004-2005.

## Stagione
La squadra, iscritta con la nuova denominazione ASD CF Bardolino Verona, è nuovamente affidata al tecnico Walter Bucci che arrivato la stagione precedente era riuscito a concludere al settimo posto il campionato 2003-2004. Durante il calciomercato estivo arrivano due importanti giocatrici dal Foroni Verona, società che non riuscirà ad iscriversi al campionato, il portiere Fabiana Comin la centrocampista della nazionale Elisa Camporese, facendo inoltre ritorno per fine prestito dalla Lazio CF l'attaccante Valentina Boni, scambiata con le due attaccanti laziali Silvia Casali ed Erica Croce. Con il definitivo svincolo delle tesserate del Foroni arrivano anche Daniela Turra, difensore, e Paola Brumana, attaccante, e prima dell'avvio del campionato completano la rosa nel reparto difensivo Cristina Cassanelli e in quello offensivo Melania Gabbiadini, in arrivo dal Bergamo R, che negli anni successivi diventerà una delle bandiere della società gialloblu.
La squadra, raggiunto un organico di particolare qualità, gioca un campionato di vertice, con la Torres unica a impensierirla, concludendolo al primo posto con 53 punti, 3 più delle sassaresi, frutto di 17 vittorie, 2 pareggi e 3 sconfitte, ottenendo così il primo Scudetto della sua storia sportiva. Delle 85 reti segnate in campionato, contro le sole 18 subite, 32 sono realizzate da Valentina Boni che vince il titolo di capocannoniere del torneo a pari merito con Patrizia Panico (Torino).
Più modesto invece il percorso in Coppa Italia; dopo aver facilmente chiuso al primo posto il minitorneo del girone 9 al primo turno, vincitrice dei due incontri con risultati tennistici con Trento e Trento Clarentia, e la doppia sfida di andata e ritorno con altrettanta facilita sul modesto Vicenza, il Bardolino Verona ferma la sua corsa agli Ottavi di finale ad opera della Torres, vincitrice alla fine del torneo, che in ragione dell'1-1 casalingo e dello 0-0 fuori casa la supera per la regola del gol in trasferta.

## Divise e sponsor
La tenuta da gioco è formata da maglia gialla, pantaloncini blu e calzettoni gialli, o in alternativa completamente gialla. Lo sponsor principale è per il settimo anno consecutivo la Poliplast del presidente Cornelio Lorenzini, mecenate del calcio dilettantistico locale.
|  | 1ª divisa |

## Organigramma societario
Area tecnica
- Allenatore: Walter Bucci

## Rosa
Rosa e ruoli tratti dal sito ufficiale.
| N. |                    | Ruolo | Calciatrice         |
| -- | ------------------ | ----- | ------------------- |
|    | Italia (bandiera)  | P     | Francesca Berti     |
|    | Italia (bandiera)  | P     | Paola Bianchi       |
|    | Italia (bandiera)  | P     | Fabiana Comin       |
|    | Italia (bandiera)  | D     | Cristina Bonometti  |
|    | Italia (bandiera)  | D     | Cristina Cassanelli |
|    | Italia (bandiera)  | D     | Elena Ficarelli     |
|    | Italia (bandiera)  | D     | Laura Neboli        |
|    | Italia (bandiera)  | D     | Daniela Turra       |
|    | Italia (bandiera)  | C     | Laura Barbierato    |
|    | Italia (bandiera)  | C     | Elisa Camporese     |
|    | Italia (bandiera)  | C     | Cristiana Girelli   |
|    | Austria (bandiera) | C     | Birgit Hufnagl      |

| N. |                   | Ruolo | Calciatrice            |
| -- | ----------------- | ----- | ---------------------- |
|    | Italia (bandiera) | C     | Debora Mascanzoni      |
|    | Italia (bandiera) | C     | Ilenia Sancassani      |
|    | Italia (bandiera) | C     | Alessia Tuttino        |
|    | Italia (bandiera) | C     | Sara Zanotti           |
|    | Italia (bandiera) | A     | Valentina Boni         |
|    | Italia (bandiera) | A     | Paola Brumana          |
|    | Italia (bandiera) | A     | Veronica Franceschetti |
|    | Italia (bandiera) | A     | Melania Gabbiadini     |
|    | Italia (bandiera) | A     | Michela Lonardi        |
|    | Italia (bandiera) | A     | Susanna Manzoni        |
|    | Italia (bandiera) | A     | Maria Ilaria Pasqui    |

## Calciomercato

### Sessione estiva
| Acquisti | Acquisti           | Acquisti           | Acquisti      |
| R.       | Nome               | da                 | Modalità      |
| -------- | ------------------ | ------------------ | ------------- |
| P        | Fabiana Comin      | Foroni Verona      | definitivo    |
| D        | Daniela Turra      | Foroni Verona      | svincolata    |
| C        | Elisa Camporese    | Foroni Verona      | definitivo    |
| C        | Birgit Hufnagl     | Neulengbach        |               |
| A        | Valentina Boni     | A.D. Decimum Lazio | fine prestito |
| A        | Paola Brumana      | Foroni Verona      | svincolata    |
| A        | Melania Gabbiadini | Bergamo R          | svincolata    |

| Cessioni | Cessioni      | Cessioni           | Cessioni      |
| R.       | Nome          | a                  | Modalità      |
| -------- | ------------- | ------------------ | ------------- |
| A        | Silvia Casali | A.D. Decimum Lazio | fine prestito |
| A        | Erica Croce   | A.D. Decimum Lazio | fine prestito |

## Risultati

### Serie A

#### Girone di andata
| Calmasino, Bardolino 9 ottobre 2004, ore 15:00 CEST 1ª giornata | Bardolino Verona | 4 – 0 | Vigor Senigallia | Stadio comunale Belvedere |

| Arbitro: | Sabatini (Viterbo) |

|                           |           |  |
| Parejo 35’ Colasuonno 57’ | Marcatori |  |

| Arbitro: | Revelant |

| |           |  |
| Camporese 3’ Boni 7’ (rig.), 20’, 35’, 66’, 82’ Gabbiadini 30’, 54’, 71’ Brumana 59’ Pasqui 60’, 79’ | Marcatori |  |

| 4 dicembre 2004, ore 14:30 CET 4ª giornata | Vallassinese Holcim | 0 – 3 | Bardolino Verona |  |

| Calmasino, Bardolino 11 dicembre 2004, ore 14:30 CET 5ª giornata | Bardolino Verona | 0 – 0 referto | Graphistudio Tavagnacco | Stadio comunale Belvedere\| Arbitro: \| Ronchi (Milano) \| |
| Arbitro:                                                         | Ronchi (Milano)  |               |                         |                                                            |

| Monza 18 dicembre 2004, ore 14:30 CET 6ª giornata | Fiammamonza | 2 – 4 | Bardolino Verona | Stadio Gino Alfonso Sada |

| Arbitro: | Provesi (Treviglio) |

|              |           |                                       |
| Pedersen 79’ | Marcatori | 6’ (rig.) Boni 48’ Pasqui 87’ Brumana |

| Agliana 22 gennaio 2005, ore 14:30 CET 9ª giornata                    | Agliana   | 1 – 2 referto             | Bardolino Verona | Stadio comunale Germano Bellucci |
| \| \| \| \| \| Baldi 88’ \| Marcatori \| 44’ Pasqui 67’ Gabbiadini \| |           |                           |                  |                                  |
|                                                                       |           |                           |                  |                                  |
| Baldi 88’                                                             | Marcatori | 44’ Pasqui 67’ Gabbiadini |                  |                                  |

| Arbitro: | Deriu (Trento) |

|                                     |           |  |
| Gabbiadini 74’ Boni 80’ Pasquii 84’ | Marcatori |  |

#### Girone di ritorno
| Senigallia 12 febbraio 2005 12ª giornata                         | Vigor Senigallia | 1 – 1 referto | Bardolino Verona | Stadio comunale |
| \| \| \| \| \| Tagliabracci 15’ \| Marcatori \| 1t’ Camporese \| |                  |               |                  |                 |
|                                                                  |                  |               |                  |                 |
| Tagliabracci 15’                                                 | Marcatori        | 1t’ Camporese |                  |                 |

| Arbitro: | Revelant |

|                                             |           |  |
| Gabbiadini 1’, 79’ Boni 35’, 54’ Pasqui 49’ | Marcatori |  |

| Roma 26 febbraio 2005, ore 14:30 CET 14ª giornata | A.D. Decimum Lazio | 0 – 6 | Bardolino Verona | Stadio Tre Fontane |

| Calmasino, Bardolino 19 marzo 2005, ore 14:30 CET 15ª giornata | Bardolino Verona | 5 – 0 | Vallassinese Holcim | Stadio comunale Belvedere |

| Arbitro: | Bagnariol (Pordenone) |

|               |           |                                                         |
| Bologna 90+2’ | Marcatori | 12’, 76’ Gabbiadini 16’, 64’ Boni 40’, 69’, 83’ Brumana |

| Arbitro: | Aureliano (Bologna) |

|                                                        |           |             |
| Pasqui 18’ Gabbiadini 27’ Mascanzoni 72’ Boni 75’, 79’ | Marcatori | 16’ Illiano |

| Calmasino, Bardolino 9 aprile 2005, ore 15:00 CEST 18ª giornata | Bardolino Verona | 1 – 2 | Torres Terra Sarda | Stadio comunale Belvedere |

| Calmasino, Bardolino 7 maggio 2005, ore 15:00 CEST 20ª giornata | Bardolino Verona | 4 – 2 | Agliana | Stadio comunale Belvedere |

| Arbitro: | Colla (Monza) |

|  |           |                                                      |
|  | Marcatori | 13’ Boni 30’, 42’ Pasqui 49’ Turra 56’ (aut.) Giugni |

### Coppa Italia
| 12 settembre 2004, ore 15:00 CEST Primo turno, girone 9 - 1ª giornata                                                                           | Trento    | 2 – 9 referto                                                                  | Bardolino Verona |  |
| \| \| \| \| \| ??? 16’ (rig.) Oberlechner 62’ \| Marcatori \| 8’, 30’ Camporese 9’ Pasqui 39’ Gabbiadini 42’, 2t’, 2t’ Boni 2t’, 2t’ Brumana \| |           |                                                                                |                  |  |
| |           |                                                                                |                  |  |
| ??? 16’ (rig.) Oberlechner 62’ | Marcatori | 8’, 30’ Camporese 9’ Pasqui 39’ Gabbiadini 42’, 2t’, 2t’ Boni 2t’, 2t’ Brumana |                  |  |

| Calmasino, Bardolino 18 settembre 2004, ore 15:00 CEST Primo turno, girone 9 - 2ª giornata                                      | Bardolino Verona | 10 – 0 referto | Trento Clarentia | Stadio comunale Belvedere |
| \| \| \| \| \| Boni 1’ Camporese 15’ Gabbiadini 20’, 60’, 83’ Hufnagl 23’, 79’ Pasqui 26’, 43’ Ficarelli 30’ \| Marcatori \| \| |                  |                |                  |                           |
| |                  |                |                  |                           |
| Boni 1’ Camporese 15’ Gabbiadini 20’, 60’, 83’ Hufnagl 23’, 79’ Pasqui 26’, 43’ Ficarelli 30’                                   | Marcatori        |                |                  |                           |

| Calmasino, Bardolino 2 ottobre 2004, ore 15:00 CEST Secondo turno - Andata | Bardolino Verona | 12 – 0 | Vicenza | Stadio comunale Belvedere |

| 7 novembre 2004, ore 14:30 CET Secondo turno - Ritorno | Vicenza | 0 – 6 | Bardolino Verona |  |

| Arbitro: | Modoloni (Bologna) |

|            |           |                   |
| Pasqui 37’ | Marcatori | 40’ (rig.) Pintus |

| Sassari 8 dicembre 2004, ore 14:30 CET Ottavi di finale - Ritorno | Torres Terra Sarda | 0 – 0 referto | Bardolino Verona | Stadio Vanni Sanna (120 spett.)\| Arbitro: \| Pinna (Cagliari) \| |
| Arbitro:                                                          | Pinna (Cagliari)   |               |                  |                                                                   |

## Statistiche

### Statistiche di squadra
| Competizione | Punti | In casa | In casa | In casa | In casa | In casa | In casa | In trasferta | In trasferta | In trasferta | In trasferta | In trasferta | In trasferta | Totale | Totale | Totale | Totale | Totale | Totale | DR   |
| Competizione | Punti | G       | V       | N       | P       | Gf      | Gs      | G            | V            | N            | P            | Gf           | Gs           | G      | V      | N      | P      | Gf     | Gs     | DR   |
| ------------ | ----- | ------- | ------- | ------- | ------- | ------- | ------- | ------------ | ------------ | ------------ | ------------ | ------------ | ------------ | ------ | ------ | ------ | ------ | ------ | ------ | ---- |
| Serie A      | 53    | 11      | 8       | 1       | 2       | 47      | 9       | 11           | 9            | 1            | 1            | 38           | 9            | 22     | 17     | 2      | 3      | 85     | 18     | +67  |
| Coppa Italia | -     | 3       | 2       | 1       | 0       | 23      | 1       | 3            | 2            | 1            | 0            | 15           | 2            | 6      | 4      | 2      | 0      | 38     | 3      | +35  |
| Totale       | -     | 14      | 10      | 2       | 2       | 70      | 10      | 14           | 11           | 2            | 1            | 53           | 11           | 28     | 21     | 4      | 3      | 123    | 21     | +102 |

### Andamento in campionato
| Giornata  | 1 | 2 | 3 | 4 | 5 | 6 | 7 | 8 | 9 | 10 | 11 | 12 | 13 | 14 | 15 | 16 | 17 | 18 | 19 | 20 | 21 | 22 |
| --------- | - | - | - | - | - | - | - | - | - | -- | -- | -- | -- | -- | -- | -- | -- | -- | -- | -- | -- | -- |
| Luogo     | C | T | C | T | C | T | T | C | T | C  | T  | T  | C  | T  | C  | T  | C  | C  | T  | C  | T  | C  |
| Risultato | V | P | P | V | N | V | V | V | V | V  | V  | N  | V  | V  | V  | V  | V  | P  | V  | V  | V  | P  |
| Posizione | 1 | 6 |   |   |   |   |   | 2 |   |    |    |    |    |    | 1  | 1  | 1  | 1  | 1  | 1  | 1  | 1  |

Legenda:

Luogo: C = Casa; T = Trasferta. Risultato: V = Vittoria; N = Pareggio; P = Sconfitta.